# Pietro Reffi
Pietro Reffi (Santa Mustiola, 24 aprile 1927 – Borgo Maggiore, 25 giugno 2013) è stato un politico sammarinese che ha ricoperto per due volte (1958 e 1965) la carica di Capitano Reggente nella repubblica di San Marino.
Nel 1959 è stato membro del Comitato Olimpico Nazionale Sammarinese.